# Livia Gouverneur
Livia Margarita Gouverneur Camero (Caracas, Venezuela, 15 de julio de 1941-Caracas, 1 de noviembre de 1961), estudiante de psicología de la UCV y militante de la Juventud Comunista de Venezuela, organización juvenil del Partido Comunista de Venezuela, abatida en 1961 durante el gobierno de Rómulo Betancourt.

## Biografía
Livia Gouverneur nació en la Parroquia San Agustín, en la ciudad de Caracas el 15 de julio de 1941, hija de César Gouverneur  y Lola Camero, ambos campesinos oriundos del estado Guárico, la mayor de once hermanos. Desde pequeña se fascinó por la lectura, el teatro y la poesía. Llegó a protagonizar varias obras de teatro en la universidad.
Luego de observar con admiración el derrocamiento de Marcos Pérez Jiménez y la llegada de la Revolución Cubana, inició su vida política con el movimiento campesino y cultural, esto le permitió ingresar a la Juventud Comunista de Venezuela, posteriormente inició sus estudios en la escuela de psicología de la UCV, allí comenzó su accionar político en el movimiento estudiantil, llegando a formar parte de la Asociación de Estudiantes de Psicología de la UCV.

### Actividad guerrillera
Una vez que inicia la lucha armada en Venezuela, Livia ingresa a una Unidad Táctica de Combate (UTC) de las Fuerzas Armadas de Liberación Nacional (FALN), que llevaba por nombre "21 de noviembre", fecha conmemorativa de la huelga general de los  estudiantes de la Universidad Central de Venezuela en 1957, como protesta contra la dictadura de Marcos Pérez Jiménez, con la cual se pretendía lograr la convocatoria a elecciones libres y la libertad de los presos políticos. Murió asesinada durante su participación en un atentado en contra exiliados cubanos el 1 de noviembre de 1961. Como repuesta a la muerte de Gouverneur, el 12 de diciembre las FALN asalta la prefectura de Urachique en el Estado Yaracuy.Mientras que un grupo conocido como los Aguiluchos organizaron la Operación Livia Gouverneur secuestrando un avión de la aerolínea Avensa. Arrojaron volantes desde el avión en donde denunciaban violación de los derechos humanos y la suspensión de las garantías.